# Obereopsis nigrolateraloides
Obereopsis nigrolateraloides är en skalbaggsart som beskrevs av Stefan von Breuning 1965. Obereopsis nigrolateraloides ingår i släktet Obereopsis och familjen långhorningar. Inga underarter finns listade i Catalogue of Life.